# Blocco Studentesco
Le Blocco Studentesco est une organisation étudiante italien d'extrême droite créée le 2006 à Rome, décrite comme néofasciste,,,. Blocco Studentesco est le mouvement étudiant de CasaPound. Son président est, depuis janvier 2008, Francesco Polacchi. Il revendique 3 000 adhérents âgés de 16 à 30 ans.

## Logo

### Description
Le symbole du bloc étudiant est un éclair entouré d'un cercle. L'éclair blanc est connecté à un cercle (également blanc) sur fond noir, toute cette figure est entourée d'un fin cercle noir. Selon la BS, sa signification est la suivante : «L'éclair qui descend du cercle par synthèse naturelle et directe incarne donc sa détermination, la capacité de donner une voix, visant la communauté, en un mot il représente sa capacité à agir en le monde. La foudre est la force qui vient de l’unité ".Parfois, ce symbole est affiché entouré d'un cercle rouge supplémentaire.

### Source
C'est une référence au symbole de l'Union britannique des fascistes fondée par Oswald Mosley, un homme politique fasciste et paneuropéen bien connu.